# Campeonato Piauiense de Futebol de 2022
A Série A do Campeonato Piauiense de Futebol de 2022 foi a 82ª edição da principal divisão do futebol piauiense. Foi realizada e organizada pela Federação de Futebol do Piauí e disputada por 8 clubes, sendo iniciada em 15 de janeiro e terminada em 30 de abril. O campeonato atribuiu duas vagas para a Copa do Brasil de 2023 e uma para a Copa do Nordeste de 2023, além de duas vagas para a Série D de 2023.
A competição marca a entrada do Oeirense pela primeira vez na elite do futebol piauiense e a volta do Corisabbá, que não disputava a elite desde 2016. O campeonato conta também com a participação dos 6 clubes mais bem colocados no ano anterior.

## Regulamento
O campeonato será disputado por oito clubes no total, e em três fases distintas: primeira fase, semifinal e final. A fase classificatória será disputada no sistema de pontos corridos, em jogos de ida e volta, totalizando 14 jogos por equipe. Ao final da primeira fase, os quatro melhores colocados da tabela passarão para as semifinais, onde se enfrentarão em partidas de ida e volta (o primeiro colocado enfrentando o quarto, e o segundo enfrentando o terceiro). As equipes que chegarem à final se enfrentarão novamente em partidas de ida e volta. Caso o placar agregado da final seja empate, o segundo critério de desempate será a melhor campanha da primeira fase. Os dois últimos colocados da fase classificatória serão rebaixados à Série B de 2023.
O campeão ganhará uma das vagas para a Copa do Brasil de 2023, uma vaga para a Copa do Nordeste de 2023 e uma vaga para a Série D de 2023. Ao vice-campeão será ofertada a segunda vaga para participação na Copa do Brasil de 2023 e a segunda vaga para a Série D de 2023.

### Critérios de desempate
Caso haja empate em pontos ganhos, serão aplicados os critérios de desempate na seguinte ordem:
1. Maior número de vitórias;
2. Maior saldo de gols;
3. Maior número de gols marcados;
4. Menor número de cartões amarelos;
5. Menor número de cartões vermelhos;
6. Sorteio.

## Equipes participantes

### Promovidos e rebaixados
| Pos. | Rebaixados do Campeonato Piauiense de 2021 |
| ---- | ------------------------------------------ |
| 7º   | Tiradentes-PI                              |
| 8º   | Picos                                      |

| Pos. | Promovidos da Segunda Divisão de 2021 |
| ---- | ------------------------------------- |
| 1º   | Oeirense                              |
| 2º   | Corisabbá                             |

### Participantes
| Equipe                        | Cidade   | Em 2021 | Estádio           | Capacidade | Títulos             |
| ----------------------------- | -------- | ------- | ----------------- | ---------- | ------------------- |
| 4 de Julho Esporte Clube      | Piripiri | 3º      | Arena Ytacoatiara | 5 830      | 4 (último em 2020)  |
| Associação Atlética de Altos  | Altos    | 1º      | Felipe Raulino    | 4 000      | 3 (último em 2021)  |
| Associação Atlética Corisabbá | Floriano | 2º (B)  | Tibério Nunes     | 5 398      | 1 (em 1995)         |
| Esporte Clube Flamengo        | Teresina | 4º      | Lindolfo Monteiro | 5 144      | 17 (último em 2009) |
| Fluminense Esporte Clube      | Teresina | 2º      | Lindolfo Monteiro | 5 144      | 0 (não possui)      |
| Associação Atlética Oeirense  | Oeiras   | 1º (B)  | Gerson Campos     | 4 000      | 0 (não possui)      |
| Parnahyba Sport Club          | Parnaíba | 5º      | Pedro Alelaf      | 4 146      | 13 (último em 2013) |
| River Atlético Clube          | Teresina | 6º      | Lindolfo Monteiro | 5 144      | 31 (último em 2019) |

## Primeira fase
| Pos. | Equipe        | Pts | J  | V | E | D  | GP | GC | SG  | %  |
| ---- | ------------- | --- | -- | - | - | -- | -- | -- | --- | -- |
| 1    | Fluminense-PI | 30  | 14 | 9 | 3 | 2  | 31 | 10 | +21 | 71 |
| 2    | Altos         | 29  | 14 | 8 | 5 | 1  | 29 | 8  | +21 | 69 |
| 3    | Parnahyba     | 24  | 14 | 7 | 3 | 4  | 19 | 22 | –3  | 57 |
| 4    | 4 de Julho    | 24  | 14 | 6 | 6 | 2  | 17 | 8  | +9  | 57 |
| 5    | River-PI      | 21  | 14 | 6 | 3 | 5  | 22 | 16 | +6  | 50 |
| 6    | Corisabbá     | 13  | 14 | 3 | 4 | 7  | 15 | 23 | –8  | 31 |
| 7    | Oeirense      | 11  | 14 | 2 | 5 | 7  | 12 | 22 | –10 | 26 |
| 8    | Flamengo-PI   | 1   | 14 | 0 | 1 | 13 | 5  | 41 | –36 | 2  |

     Classificados à fase final
     Rebaixados para a Série B de 2023

### Confrontos
|               | 4JU | ALT | COR | FLA | FLU | OEI | PHB | RIV |
| ------------- | --- | --- | --- | --- | --- | --- | --- | --- |
| 4 de Julho    | —   | 0–0 | 2–0 | 1–0 | 1–1 | 1–0 | 5–0 | 1–0 |
| Altos         | 1–0 | —   | 2–2 | 7–1 | 0–0 | 1–0 | 3–0 | 1–0 |
| Corisabbá     | 2–3 | 2–2 | —   | 2–0 | 0–2 | 1–1 | 0–2 | 2–1 |
| Flamengo-PI   | 0–0 | 0–6 | 2–3 | —   | 0–4 | 1–2 | 0–4 | 0–1 |
| Fluminense-PI | 1–1 | 0–1 | 1–0 | 4–0 | —   | 2–1 | 5–0 | 0–1 |
| Oeirense      | 1–1 | 0–4 | 1–1 | 1–0 | 2–3 | —   | 0–1 | 1–1 |
| Parnahyba     | 1–1 | 1–1 | 1–0 | 1–0 | 0–3 | 4–1 | —   | 2–1 |
| River-PI      | 1-0 | 2–0 | 3–0 | 5–1 | 3–5 | 1–1 | 2–2 | —   |

| Vitória do mandante | Vitória do visitante | Empate |

### Desempenho por rodada
Clubes que lideraram a primeira fase ao final de cada rodada:
| Rodadas | Rodadas | Rodadas | Rodadas | Rodadas | Rodadas | Rodadas | Rodadas | Rodadas | Rodadas | Rodadas | Rodadas | Rodadas | Rodadas |
| ------- | ------- | ------- | ------- | ------- | ------- | ------- | ------- | ------- | ------- | ------- | ------- | ------- | ------- |
| 1       | 2       | 3       | 4       | 5       | 6       | 7       | 8       | 9       | 10      | 11      | 12      | 13      | 14      |
| FLU     |         |         |         |         |         |         |         |         |         |         |         |         |         |

Clubes que ficaram na última posição da primeira fase ao final de cada rodada:
| Rodadas | Rodadas | Rodadas | Rodadas | Rodadas | Rodadas | Rodadas | Rodadas | Rodadas | Rodadas | Rodadas | Rodadas | Rodadas | Rodadas |
| ------- | ------- | ------- | ------- | ------- | ------- | ------- | ------- | ------- | ------- | ------- | ------- | ------- | ------- |
| 1       | 2       | 3       | 4       | 5       | 6       | 7       | 8       | 9       | 10      | 11      | 12      | 13      | 14      |
| PHB     | PHB     | PHB     | COR     | FLA     | FLA     | FLA     | FLA     | FLA     | FLA     | FLA     | FLA     | FLA     | FLA     |

## Fase final
Em itálico, as equipes que jogarão pelo empate por ter melhor campanha e em negrito as equipes vencedoras das partidas.
|  | Semifinais    | Semifinais | Semifinais | Semifinais |   |               | Final | Final | Final | Final |
|  |               |            |            |            |   |               |       |       |       |       |
|  | Fluminense-PI | 1          | 1          | 2          |   |               |       |       |       |       |
|  | 4 de Julho    | 1          | 0          | 1          |   |               |       |       |       |       |
|  | 4 de Julho    | 1          | 0          | 1          |   | Fluminense-PI | 1     | 0     | 1     |       |
|  |               |            |            |            |   | Fluminense-PI | 1     | 0     | 1     |       |
|  |               | Parnahyba  | 0          | 1          | 1 |               |       |       |       |       |
|  | Altos         | Parnahyba  | 0          | 1          | 1 | 0             | 2     | 2     |       |       |
|  | Altos         |            |            |            |   | 0             | 2     | 2     |       |       |
|  | Parnahyba     | 3          | 0          | 3          |   |               |       |       |       |       |

### Finais
Ida
| 21 de abril | Parnahyba | 0 – 1  | Fluminense-PI | Estádio Mão Santa, Parnaíba                                                |
| 17:00       |           | Súmula | 82' Tiago     | Público: 3 200 Renda: R$ 51.106,00 Árbitro: PI Antonio Dib Moraes de Sousa |

Volta
| 30 de abril | Fluminense-PI | 0 – 1  | Parnahyba                 | Estádio Lindolfo Monteiro, Teresina                                        |
| 17:30       |               | Súmula | 45+2' Isac Félix da Silva | Público: 2 007 Renda: R$ 21.014,31 Árbitro: PI Antonio Dib Moraes de Sousa |

## Premiação
| Campeonato Piauiense de Futebol de 2022 |
| --------------------------------------- |
| Fluminense-PI Campeão (1.º título)      |

## Técnicos
| Equipe        | Técnico                                                                           |
| ------------- | --------------------------------------------------------------------------------- |
| 4 de Julho    | Edson Souza                                                                       |
| Altos         | Evandro Guimarães (1ª—3ª) Cristiano Bassoli (4ª, interino) Carlos Rabello (5ª—)   |
| Corisabbá     | Arão Coutinho                                                                     |
| Flamengo-PI   | Jairo Tiné (1ª—5ª) Riderson Neiva (5ª, 8ª—10ª) Domingos Tondati (6ª—7ª, interino) |
| Fluminense-PI | Marcelo Vilar (1ª—2ª, 10ª—) Carlão (3ª—9ª, interino)                              |
| Oeirense      | Adrian Sayão (1ª—6ª) Lucas Santa Rosa (7ª—)                                       |
| Parnahyba     | Vladimir de Jesus (1ª—9ª) Pedro Manta (10ª—)                                      |
| River         | Agnaldo Aguiar                                                                    |

## Classificação geral
| Pos. | Equipe        | Pts | J  | V  | E | D  | GP | GC | SG  | Classificação ou rebaixamento                                                     |
| ---- | ------------- | --- | -- | -- | - | -- | -- | -- | --- | --------------------------------------------------------------------------------- |
| 1    | Fluminense-PI | 37  | 18 | 11 | 4 | 3  | 34 | 12 | +22 | Classificado à Série D de 2023, Copa do Brasil de 2023 e Copa do Nordeste de 2023 |
| 2    | Parnahyba     | 30  | 18 | 9  | 3 | 6  | 23 | 25 | –2  | Classificado à Série D de 2023 e Copa do Brasil de 2023                           |
| 3    | Altos         | 32  | 16 | 9  | 5 | 2  | 31 | 11 | +20 | Classificado à Copa do Nordeste de 2023 através do Ranking da CBF                 |
| 4    | 4 de Julho    | 25  | 16 | 6  | 7 | 3  | 18 | 10 | +8  |                                                                                   |
| 5    | River-PI      | 21  | 14 | 6  | 3 | 5  | 22 | 16 | +6  |                                                                                   |
| 6    | Corisabbá     | 13  | 14 | 3  | 4 | 7  | 15 | 23 | –8  |                                                                                   |
| 7    | Oeirense      | 11  | 14 | 2  | 5 | 7  | 12 | 22 | –10 | Rebaixados à Série B do Piauiense de 2023                                         |
| 8    | Flamengo-PI   | 1   | 14 | 0  | 1 | 13 | 5  | 41 | –36 | Rebaixados à Série B do Piauiense de 2023                                         |

## Estatísticas

### Artilharia
| Gols | Jogador          | Equipe        |
| ---- | ---------------- | ------------- |
| 15   | Mário Sérgio     | Fluminense-PI |
| 9    | Manoel Cristiano | Altos         |
| 8    | Isac             | Parnahyba     |
| 6    | Betinho          | Altos         |
| 4    | Pio              | Fluminense-PI |
| 4    | Mauro            | 4 de Julho    |
| 4    | Gleison Ferreira | River-PI      |
| 4    | Luan             | Parnahyba     |
| 4    | Erverson         | Corisabbá     |

## Seleção do campeonato
| Posição          | Jogador         | Clube         |
| ---------------- | --------------- | ------------- |
| Goleiro          | Cris            | Parnahyba     |
| Lateral-direito  | Gean            | Fluminense-PI |
| Zagueiro         | Lucas do Carmo  | Altos         |
| Zagueiro         | Edmário         | 4 de Julho    |
| Lateral-esquerdo | Tiaguinho       | Fluminense-PI |
| Meia             | Mauro           | 4 de Julho    |
| Meia             | Juninho Arcanjo | River-PI      |
| Meia             | Marconi         | Altos         |
| Atacante         | Mário Sérgio    | Fluminense-PI |
| Atacante         | Isac            | Parnahyba     |
| Atacante         | Manoel          | Altos         |
| Técnico          | Marcelo Vilar   | Fluminense-PI |